# ۲سی-ان
۲سی-ان (به انگلیسی: 2C-N) با فرمول شیمیایی C۱۰H۱۴N۲O۴ یک ترکیب شیمیایی با شناسه پاب‌کم ۱۰۰۳۶۶۳۷ است. که جرم مولی آن ۲۲۶٫۲۳ g/mol می‌باشد. 